# Anders Mohlin
Anders Mohlin, född 8 september 1962 i Strömsund, är en svensk grafiker, fotograf, tecknare och animatör. 
Mohlin är utbildad vid Konstfack 1987-1991 med en Master of Fine Arts. Sedan 1991 arbetar han som nyhetsgrafiker på SVT. 
Anders Mohlin är (2025) en av Sveriges sista rättegångstecknare. 